# Пралонго (Белуно)
Пралонго (итал. Pralongo) је насеље у Италији у округу Белуно, региону Венето.
Према процени из 2011. у насељу је живело 131 становника. Насеље се налази на надморској висини од 983 м.